# Vanspor Futbol Kulübü
Ne doit pas être confondu avec Vanspor.
Maillots
Le Vanspor Futbol Kulübü (Vanspor FK) est un club de football basé à Van en Turquie, fondé en 1982. Il est connu jusqu'en 2014 sous le nom de Belediye Vanspor, puis Van Büyükşehir Belediyespor de 2014 à 2019.

## Historique
La ville de Van, située à l'extrême est du pays, dispose dans les années 1990 et 2000 d'un autre club professionnel : le Vanspor, fondé en 1974.
Le Belediye Vanspor est promu en 2007 en TFF 3. Lig, le 4e échelon du football turc, puis l'année suivante en 2. Lig. Le club y évolue de 2008 à 2011.
En 2014, le Belediye Vanspor est rebaptisé Van Belediyespor et abandonne ses couleurs (bleu et blanc) pour adopter celles du Vanspor (rouge et noir).

## Historique des noms
- 1982-2014 : Belediye Vanspor

Logo de 2014 à 2019

- 2014-2019 : Van Büyükşehir Belediyespor
- 2019- : Vanspor Futbol Kulübü

## Parcours
- Championnat de Turquie D3 : 2008-2011, 2019-
- Championnat de Turquie D4 : 2006-2008, 2011-2019